# Далечина на плаване
Далечина на плаване, известна още и като запас от ход, е една от основните характеристики на плавателния съд. Определя се като максималното разстояние, което може да измине корабът (съдът) без дозареждане с гориво и смазочни материали, а също попълването на запасите от котелна вода (за параходите и паротурбинните кораби). Параметърът се определя на изпитанията и се изчислява за различните скорости на движение, например при максимална скорост, при икономичен ход и други.
В търговското корабоплаване на основата на разчетната далечина на плаване на съда, а също и спрямо редица други параметри (състоянието на корабното радиооборудване, спасителните средства и пр.) упълномощената класификационната организация присвоява на съда т. нар. район на плаване, позволявайки или ограничавайки съда във възможността му да се отдалечава от пристанищата-убежища, бреговите радиостанции или зоните на покритие на спътниковата система за връзка INMARSAT на зададено разстояние.
Терминът автономност определя максимално допустимия период от време, през който корабът се намира в морето без попълване на другите му запаси (тези, които не се отнасят към движението му).